# Llanes
Llanes è un comune spagnolo di 13 915 abitanti situato nella comunità autonoma delle Asturie, nella parte settentrionale della Spagna.
È una pittoresca città costiera affacciata sul Mar Cantabrico, posta a circa 90 Km a ovest di Santander e 108 Km a est di Oviedo, la capitale della regione asturiana.
Llanes vanta una lunga storia che risale al Medioevo, quando era un importante centro commerciale e marittimo. Nel corso dei secoli, ha mantenuto la sua importanza economica e culturale, grazie alla sua posizione strategica sulla costa cantabrica.
Oggi, Llanes è una città turistica molto apprezzata per le sue belle spiagge, come la Playa de San Antolín, la Playa de Toró, la Playa de Cuevas del Mar, la Playa de Gulpiyuri, la Playa Antilles. 
Il centro storico di LLanes è caratterizzato da strade strette e tortuose lastricate in pietra, dove si possono ammirare edifici storici quali la Basilica di Santa María del Concejo, una chiesa gotica del XIII secolo, le mura medievali, di cui rimangono alcune sezioni ben conservate, la Torre del Castillo, una torre difensiva risalente al XIV secolo.

## Galleria d'immagini

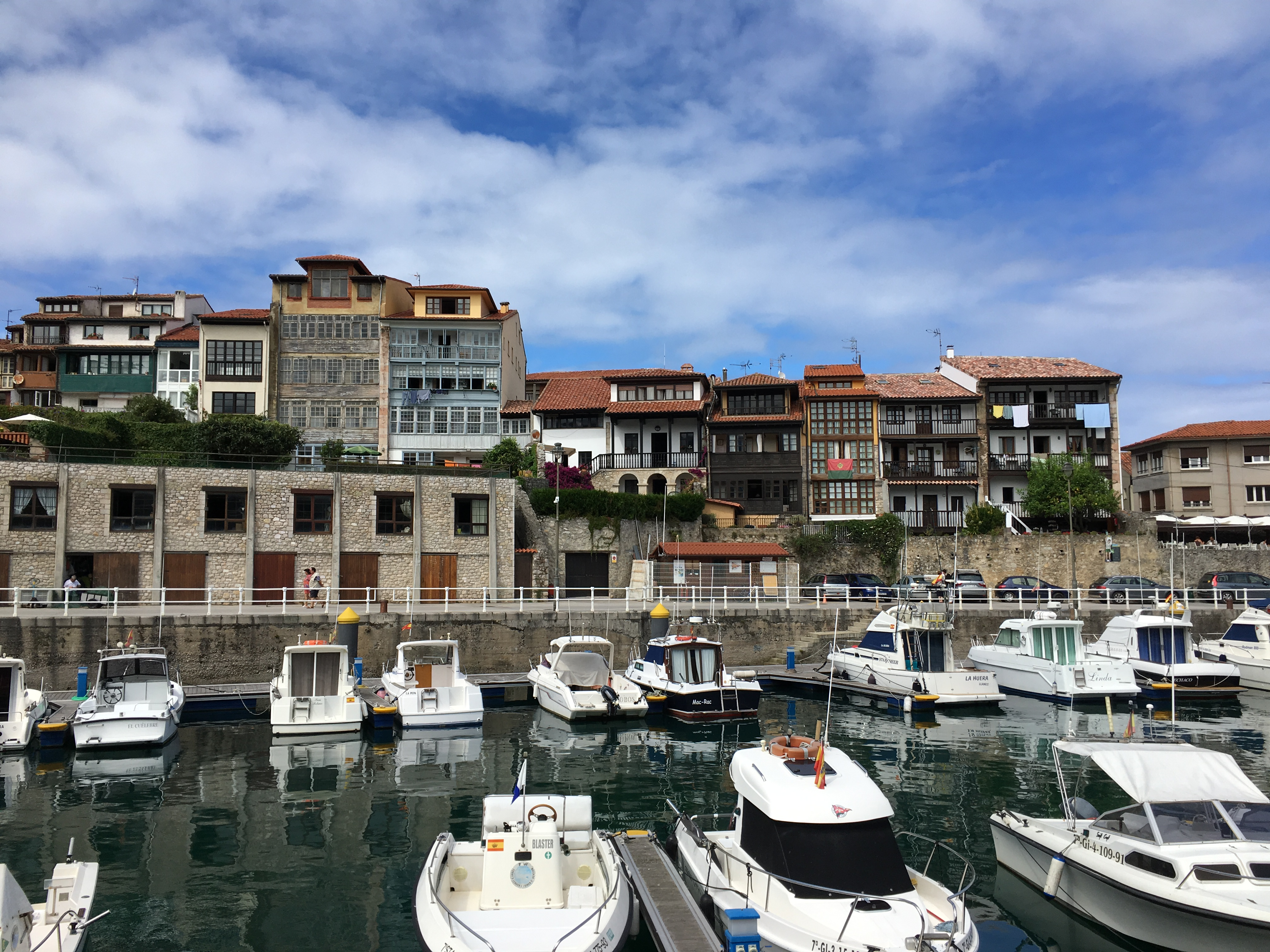
Porto di Llanes
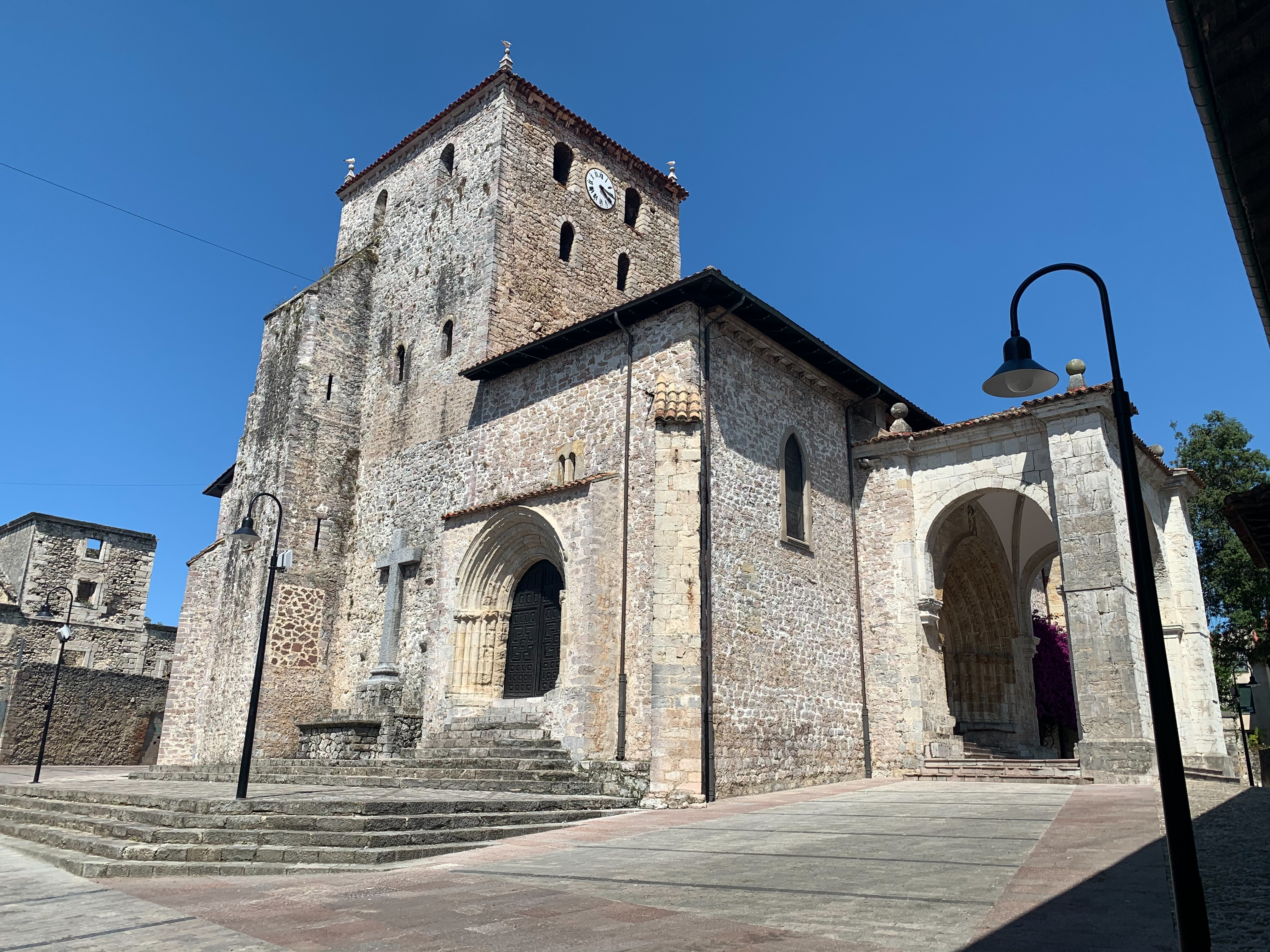
Basilica di Santa María del Concejo
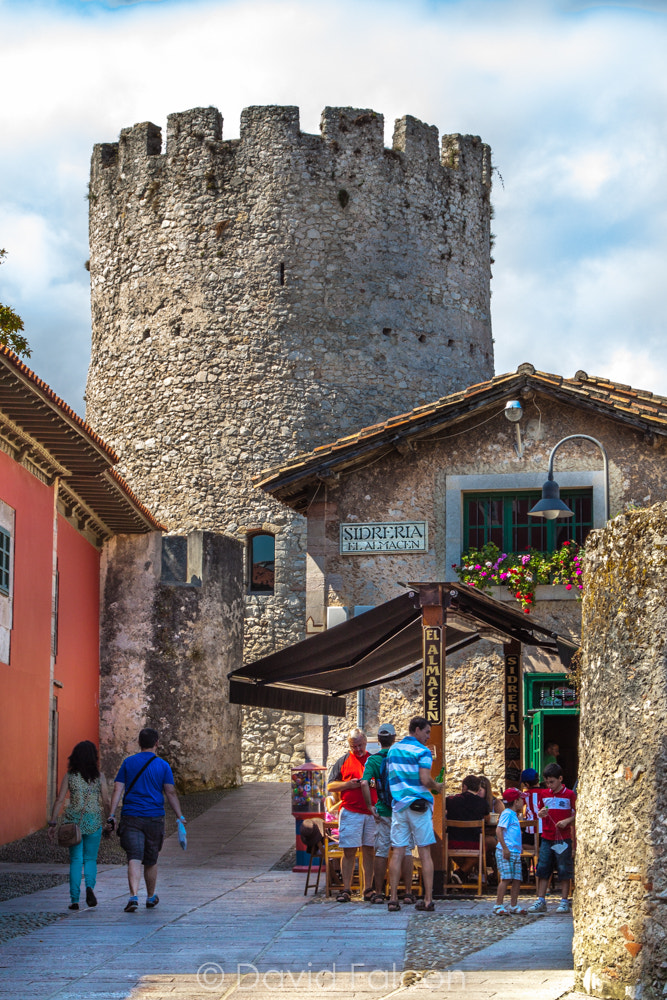
Torre del Castillo
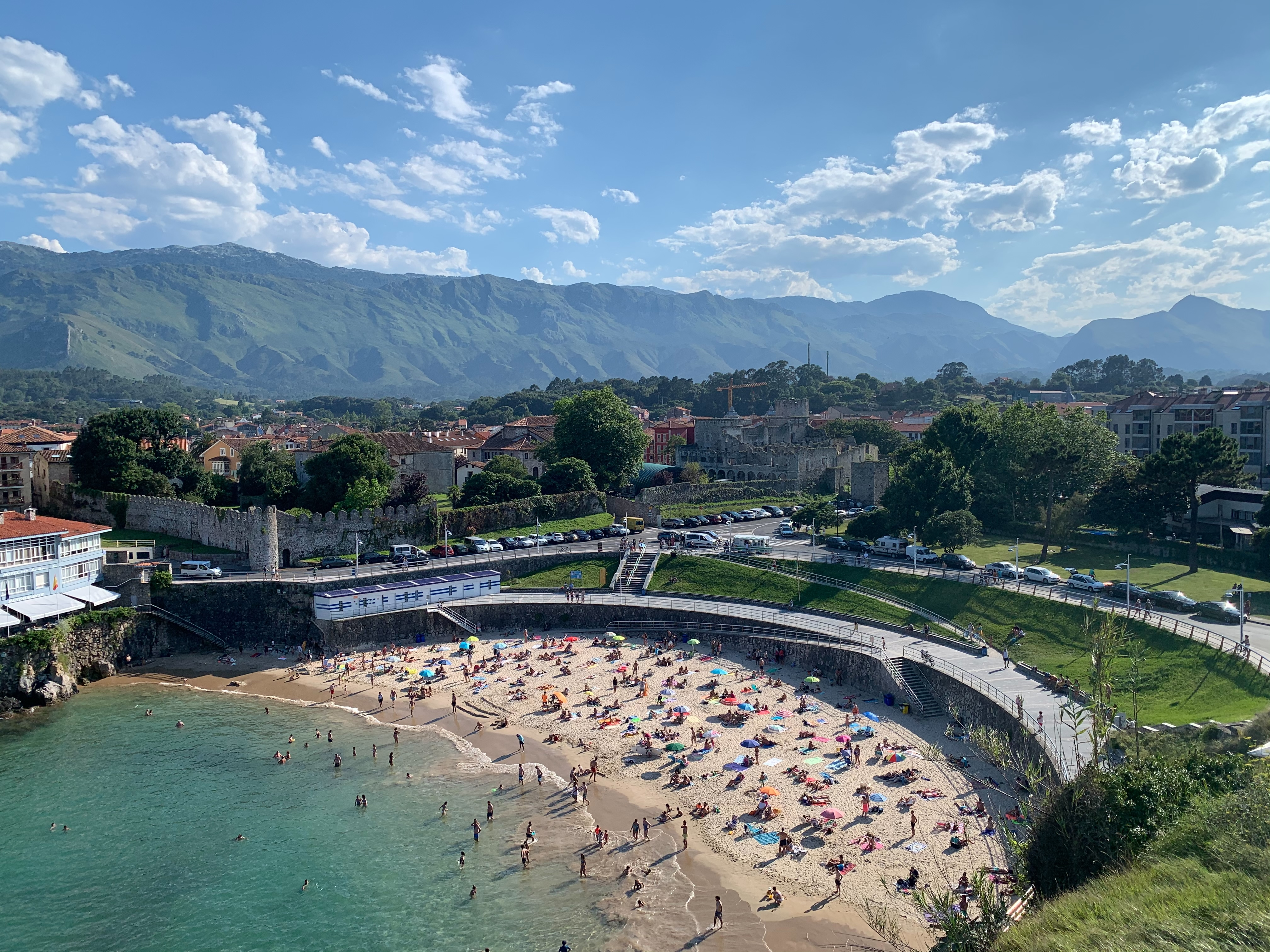
Spiaggia di Llanes
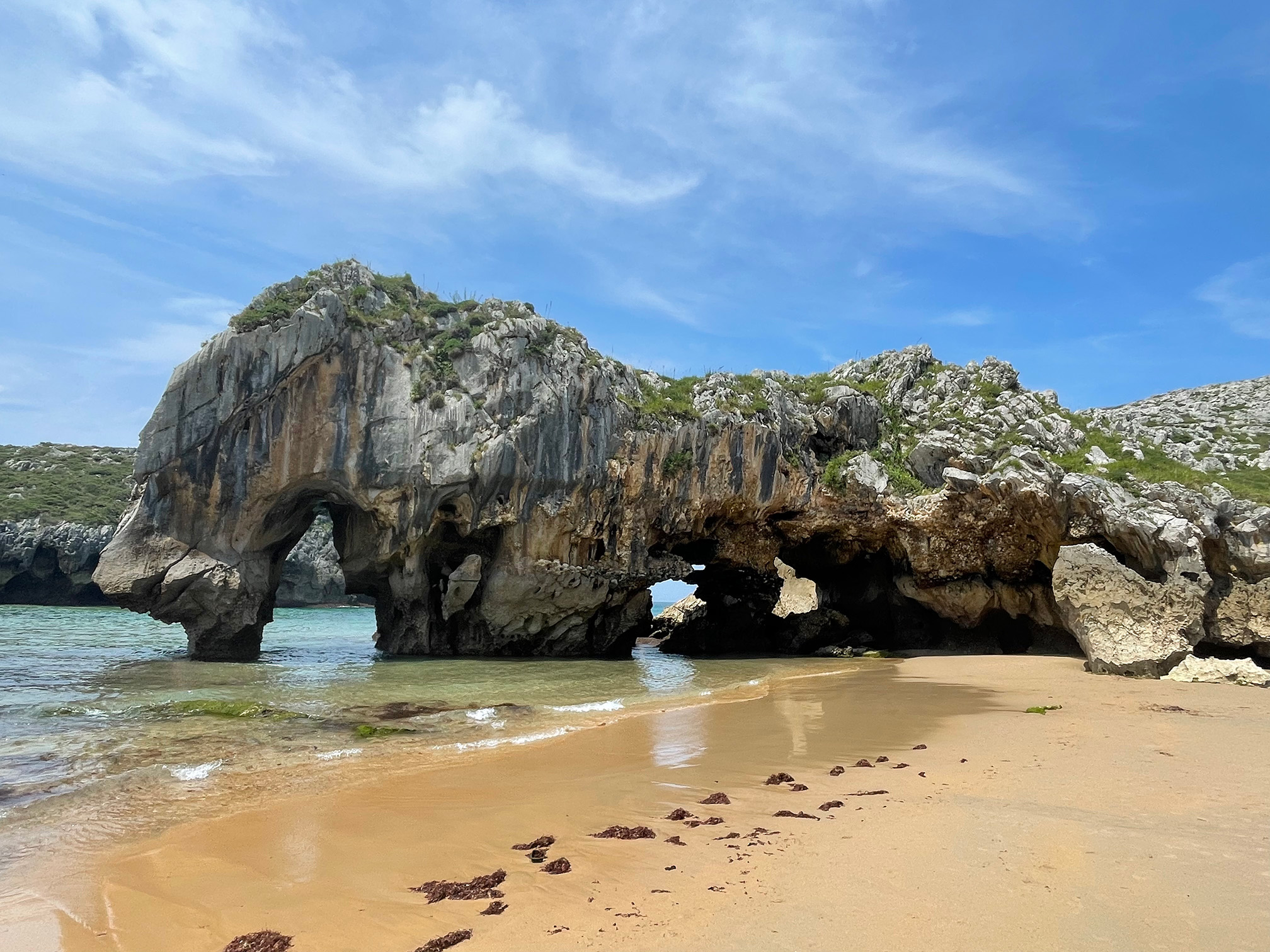
Playa de Cuevas del Mar
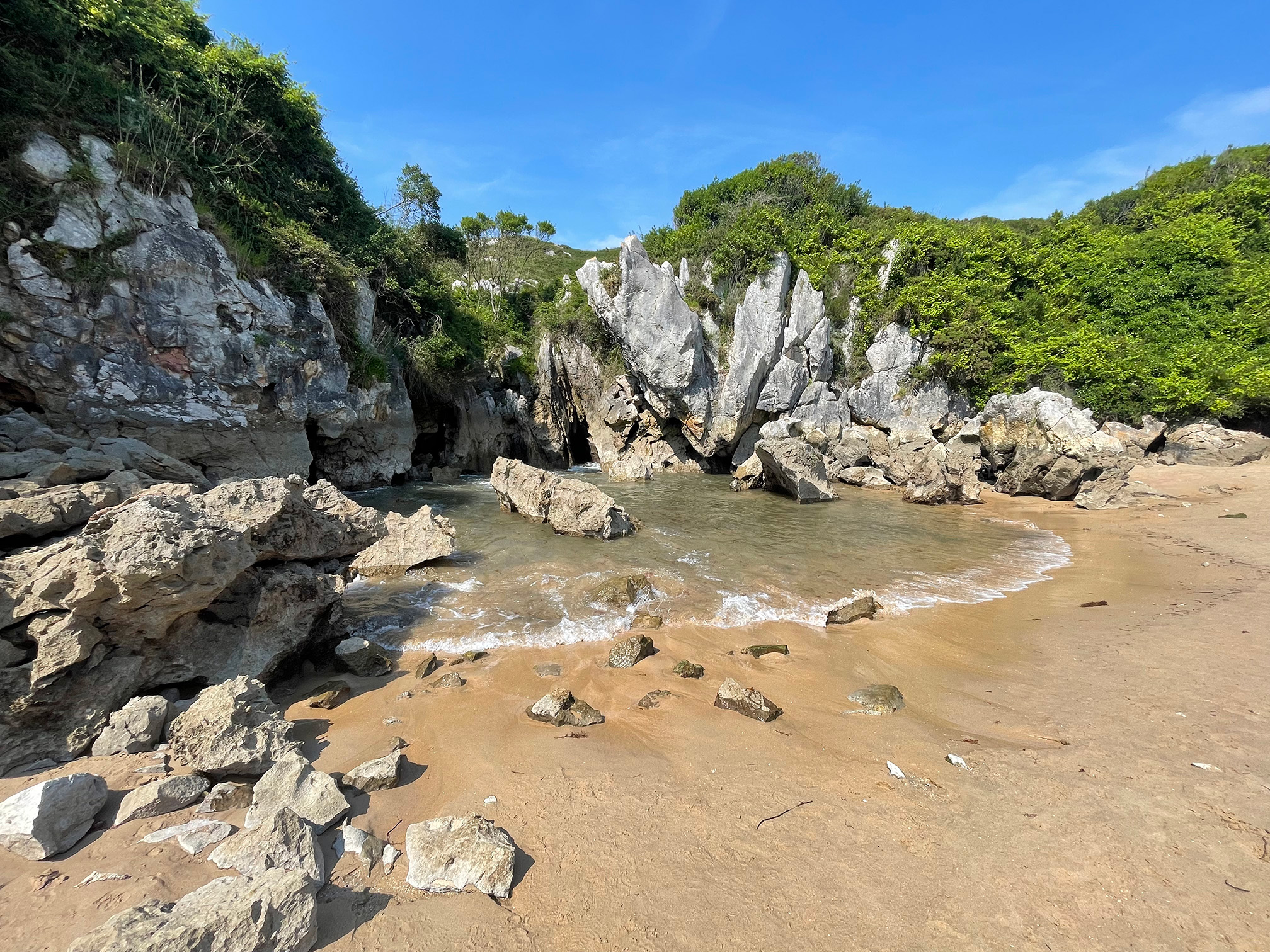
Playa de Gulpiyuri
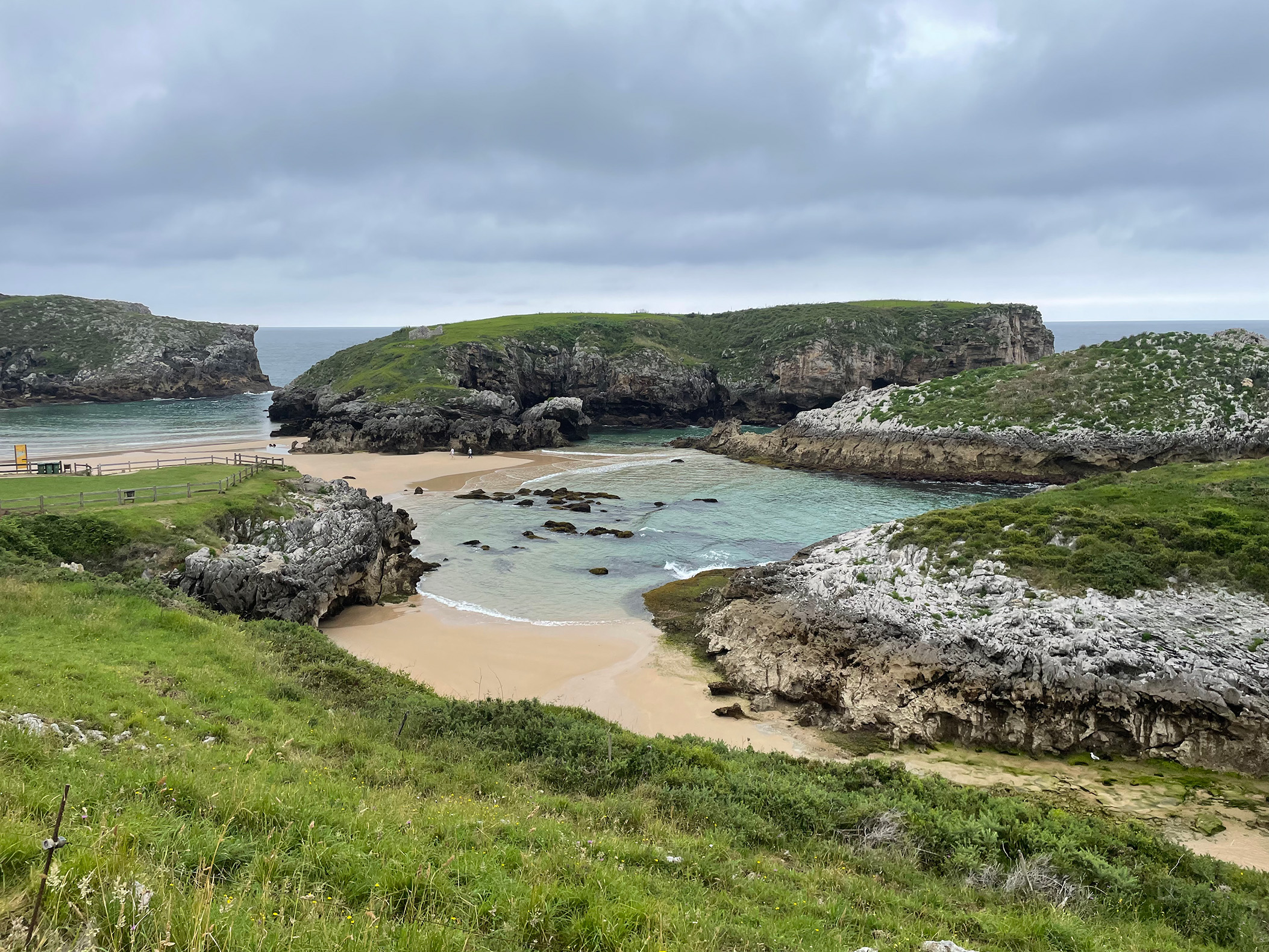
Playa Antilles
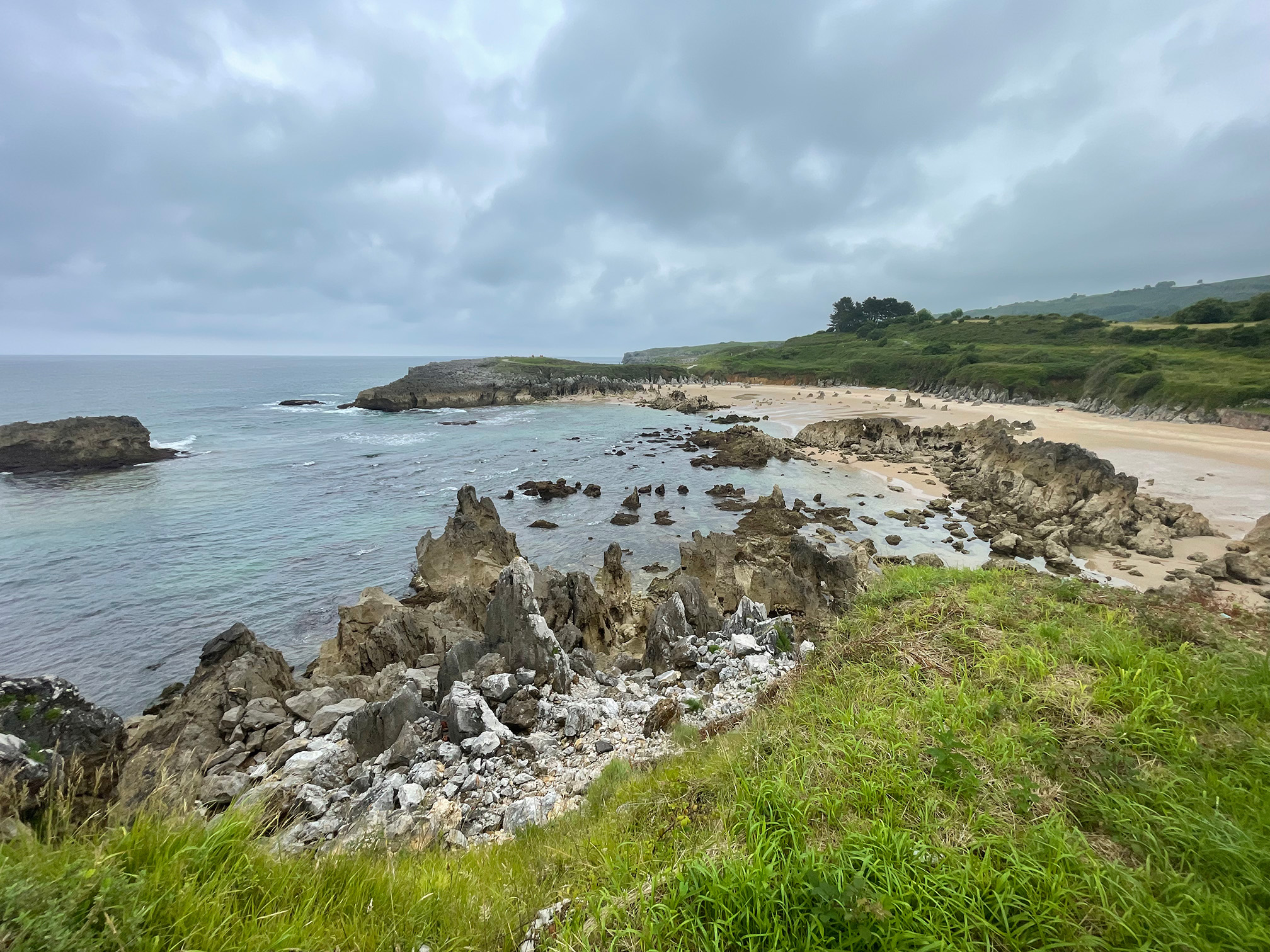
Playa de Toró